# 芸北町

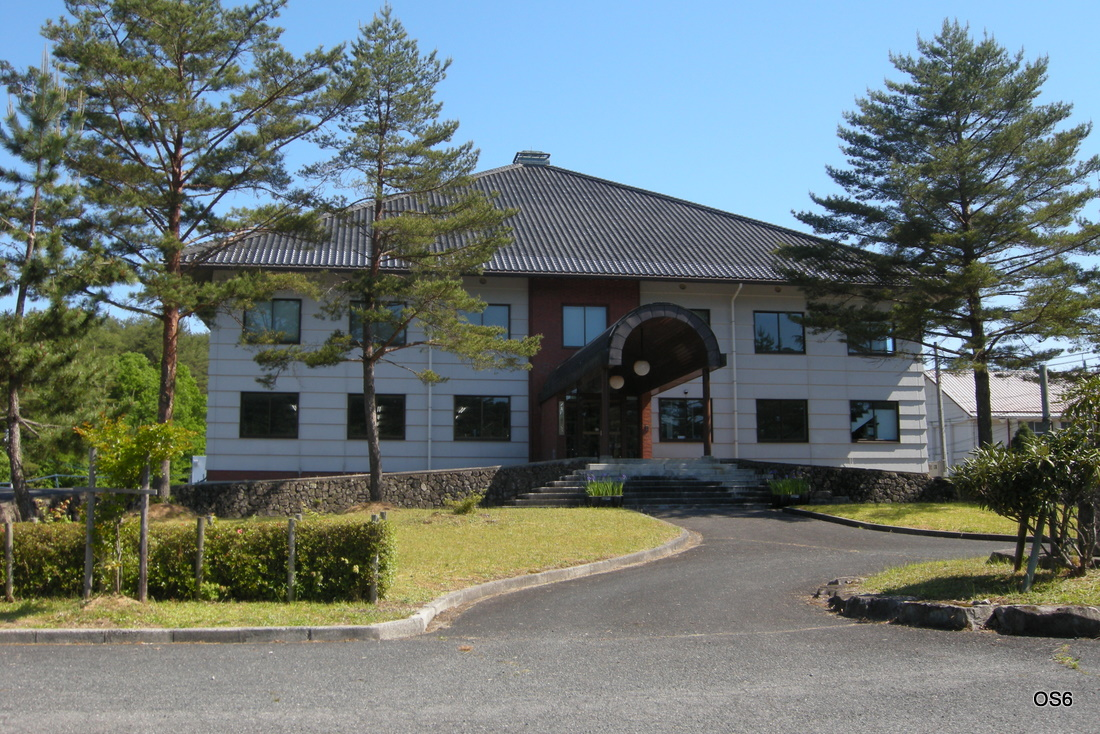
北広島町芸北支所

芸北町（げいほくちょう）は、かつて広島県の西部にあった町。山県郡に属した。
平成の大合併以前の山県郡6町1村では最大の面積を有する自治体であり、スキー場が多くあることでも知られていた。

## 地理

### 河川
- 大暮川
- 大佐川
- 柴木川 - 下流には三段峡（国の特別名勝指定）がある。
- 滝山川
- 細見川

### 山
- 臥龍山（刈尾山、1223.4m）
- 阿佐山（1218.2m）
- 天狗石山（1191.8m）
- 三ツ石山（1163.4m）
- 掛頭山（1126.1m）
- 毛無山（1082.7m）
- 大佐山（1069.0m）
- 高岳（1054.3m）
- 畳山（1029.0m）
- 冠山（1002.9m）
- 大潰山（997.5m）
- 熊城山（997.5m）
- 椎谷山（954.2m）
- 樋佐毛山（952.0m）
- 一兵山家山（951.7m）
- 鷹ノ巣山（943.3m）
- 雲月山（911.2m）
- 大平山（862.8m）

## 沿革
- 1956年（昭和31年）9月30日 - 雄鹿原村・中野村・美和村・八幡村が新設合併して芸北町が発足。
- 2005年（平成17年）2月1日 - 大朝町・千代田町・豊平町と新設合併し、北広島町が発足。同日芸北町廃止。

## 歴代町長
- 増田邦夫
- 松本建祠（最後の町長）

## 産業
- 農業が主力産業で、牧場が至る所にある。

## 地域

### 教育

#### 高等学校
- 広島県立加計高等学校芸北分校

### 大字
- 雲耕（うずのう）
- 移原（うつのはら）
- 大暮（おおぐれ）
- 大利原（おおとしばら）
- 大元（おおもと）
- 奥中原（おくなかばら）
- 奥原（おくはら）
- 苅屋形（かりやがた）
- 川小田（かわこだ）
- 草安（くさやす）
- 荒神原（こうじんばら）
- 小原（こばら）
- 才乙（さよおと）
- 高野（たかの）
- 土橋（つちはし）
- 中祖（なかそ）
- 南門原（なもんばら）
- 西八幡原（にしやわたはら）
- 橋山（はしやま）
- 東八幡原（ひがしやわたはら）
- 細見（ほそみ）
- 政所（まんどころ）
- 溝口（みぞぐち）
- 宮地（みやじ）
- 米沢（よねざわ）

## 名所・旧跡・観光地
スキー場
- 芸北国際スキー場
- 芸北高原大佐スキー場
- 八幡高原191スキー場
- ユートピアサイオト
- 雄鹿原高原スキー場
- 銀嶺スキー場（現在は閉鎖）
- 芸北美和スキー場（現在は閉鎖）
- 芸北文化ランド（スキー場は休止中）

レジャー施設
- 芸北温泉 芸北オークガーデン
- 芸北ぞうさんカフェ

その他
- 王泊ダム・仙水湖
- 樽床ダム・聖湖
- 八幡湿原
- 八幡高原

## 交通

### 鉄道
町内に鉄道は通っていない。鉄道の最寄り駅は戸河内町に存在したJR西日本可部線三段峡駅であった。

### 道路

#### 国道
- 国道186号
- 国道191号

#### 主要地方道
- 広島県道11号旭戸河内線
- 広島県道40号安佐豊平芸北線
- 広島県道79号芸北大朝線

#### 一般県道
- 広島県道113号都川中野線
- 広島県道114号今福芸北線
- 広島県道115号波佐芸北線
- 広島県道302号橋山下山線
- 広島県道306号小原猪山線
- 広島県道307号八幡雲耕線
- 広島県道308号溝口加計線